# Trypsin
Trypsin (EC 3.4.21.4) là một protease serine từ họ siêu họ protein PA clan, được tìm thấy trong hệ tiêu hóa của nhiều loài động vật có xương sống, nơi các enzyme này giúp thủy phân protein. [2] [3] Trypsin được tạo thành trong ruột non trong khi dạng tiền-enzyme của nó, trypsinogen-được tiết ra bởi tuyến tụy, được hoạt hóa. Trypsin phân tách chuỗi peptide chủ yếu ở đầu carboxyl của các amino acid lysine hoặc arginine, ngoại trừ khi chúng được theo sau bởi proline. Trypsin được sử dụng cho nhiều quá trình công nghệ sinh học. Quá trình này thường được gọi là phân giải protein bởi trypsin hoặc trypsin hóa, và các protein đã được tiêu hóa/xử lý với trypsin thì được gọi là "đã được trypsin hóa". [4] Trypsin được phát hiện vào năm 1876 bởi nhà khoa học Wilhelm Kühne. [5]

## Chức năng
Trong tá tràng, trypsin giúp xúc tác quá trình thủy phân liên kết peptide, phân giải các protein thành các peptide nhỏ hơn. Các sản phẩm peptide sau đó tiếp tục được thủy phân thành các amino acid thông qua các protease khác, nhờ đó chúng có thể hấp thụ vào dòng máu. Tiêu hóa bởi trypsin là một bước cần thiết trong sự hấp thụ protein, vì protein thường quá lớn để hấp thụ vào máu qua lớp niêm mạc ruột non.
Trypsin được sản xuất dưới dạng trypinogen zymogen bất hoạt trong tuyến tụy. Khi tuyến tụy được kích thích bởi cholecystokinin, tripsinogen sẽ được tiết vào vào phần đầu của ruột non (tá tràng) qua ống tụy. Khi ở trong ruột non, enzyme enterokinase hoạt hóa trypsinogen thành trypsin bằng phân tách protein. Quá trình tự xúc tác hay hoạt hóa không xảy ra với trypsin, vì trypsinogen là một cơ chất kém, do đó thiệt hại đến tuyến tụy do enzyme này được tránh khỏi.